# Евангелическая клиника королевы Елизаветы Херцберге
Евангелическая клиника королевы Елизаветы Херцберге (нем. Evangelisches Krankenhaus Königin Elisabeth Herzberge (KEH)), расположенная в берлинском округе Лихтенберг на территории ландшафтного парка Херцберге, является одним из ведущих медицинских центров общего профиля. С 1982 года комплекс клиники входит в число архитектурных памятников, охраняемых государством. После преобразования в 2001 году в некоммерческое «KEH GmbH» медицинский центр стал академической учебной больницей университетской клиники Шарите (нем. Akademisches Lehrkrankenhaus der Charité).

## История
В 1838 году под покровительством прусской кронпринцессы Елизаветы Людовики Баварской в Берлине был основан управляемый христианской общиной социальный дом попечения и лечения малышей. Когда проявлявшие благотворительность богатые семьи брали больных детей для оздоровления к себе домой, посещавшая их Елизавета Баварская говорила:

Оригинальный текст (нем.)Wahrlich noch dringendere Liebespflicht würde es sein, zuvor für die körperliche Genesung der kleinen gebrechlichen Geschöpfe Sorge zu tragen und dann erst ihr sittliches und geistiges Wohl zu pflegen.
Истинно более актуальным долгом любви было бы, прежде чем заниматься физическим восстановлением малых ослабленных существ, позаботиться сначала об их душевном благополучии.

На площади в 95 га с 1889 до 1892 года были построены первые здания, расположенные строго симметрично. Над входом в трёхэтажный главный корпус стоит девиз: «Духовному свету для защиты, общему благу на пользу» (нем. Dem Geisteslicht zum Schutze, gemeinem Wohl zu Nutze). От этого здания вглубь ведёт дорога в направлении восток-запад. Здания комплекса спроектированы в стиле неоренессанса с использованием кирпичной кладки двух цветов — жёлтого и красного.

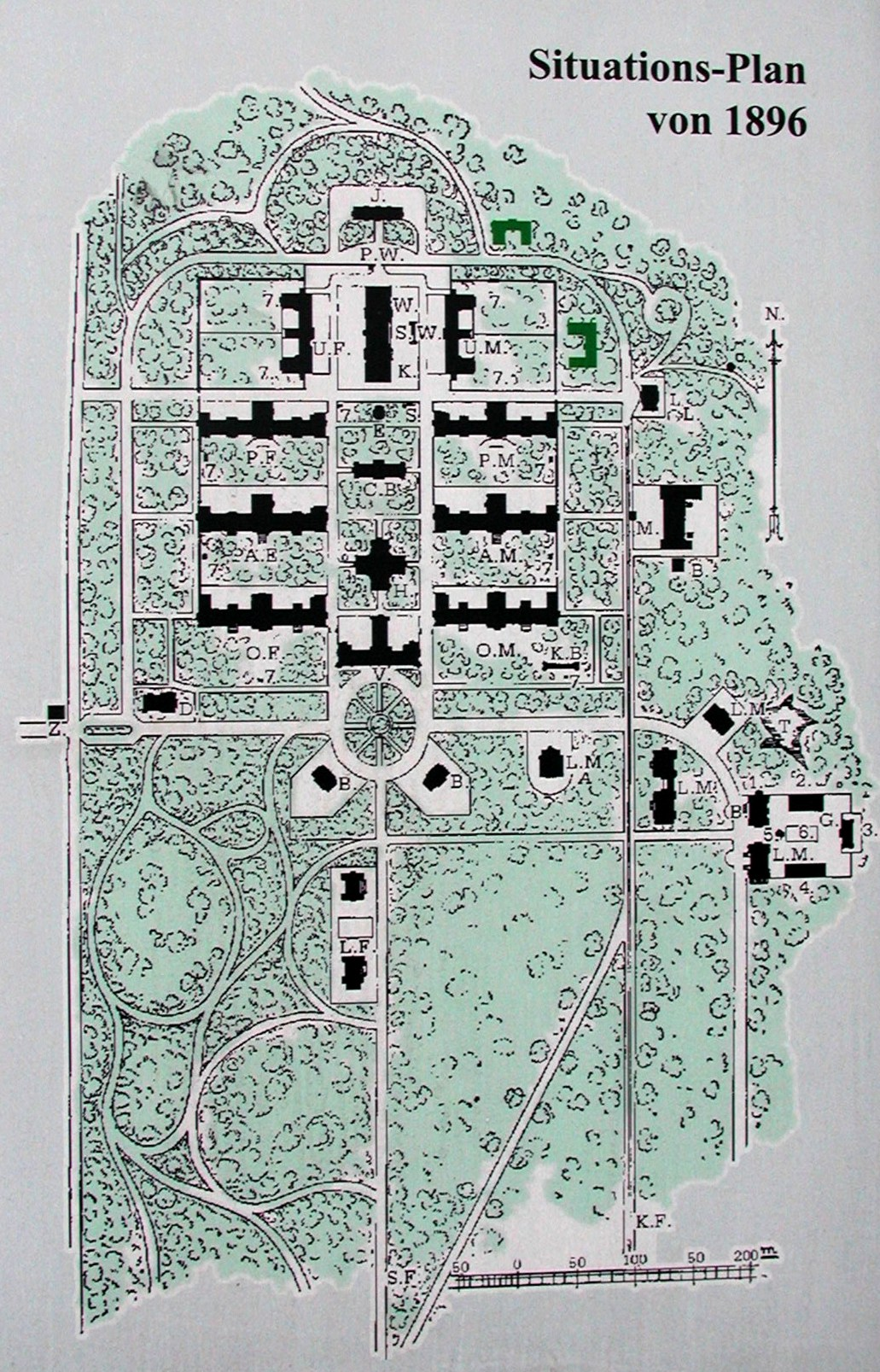
Первый строительный план 1896 года. Автор — Германн Бланкенштайн

Появлявшиеся новые корпуса вписывались в зелёную зону, специально высаживались новые деревья и даже был вырыт пруд. В конце XIX века городской совет Берлина начал создавать лечебницы по уходу за душевнобольными. Согласно решению муниципалитета Лихтенберга, на территории парка Херцберге была построена по проекту архитектора Германна Бланкенштайна вторая столичная психиатрическая больница, открытая в 1893 году и предоставившая койко-места для 1050 взрослых пациентов. Территория больницы была огорожена кирпичной стеной. В 1903 году в неоготическом стиле была построена проходная для вахтёров, контролировавших доступ людей и транспорта на территорию больницы. Критики того времени называли архитектурный облик комплекса «казарменным»
.
Тёмный период национал-социализма в психиатрии был отмечен применением к душевнобольным преступной эвтаназии. В современной истории клиники этот этап немецкой истории упоминается кратко.

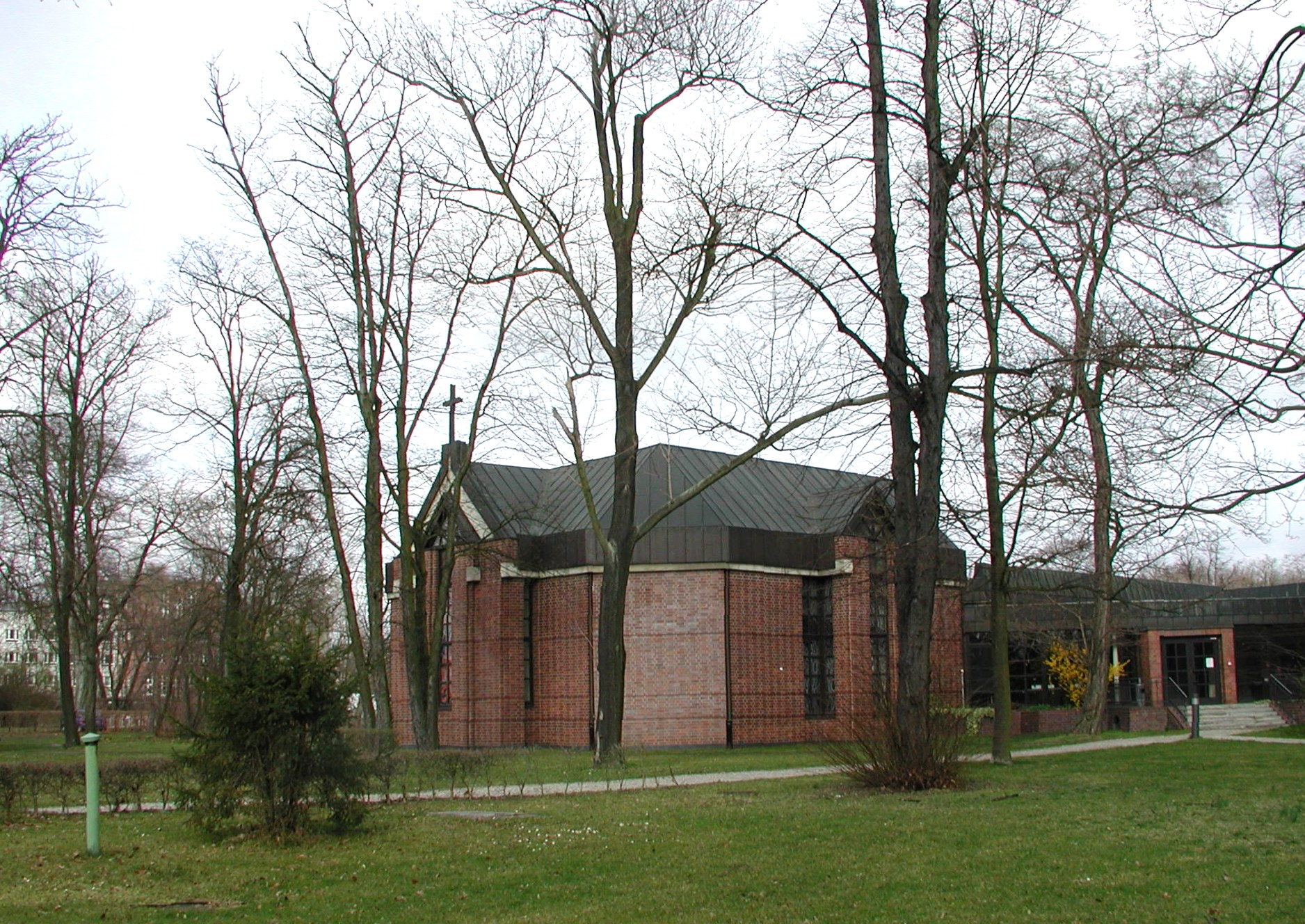
Новая капелла, 1986 год

Во времена ГДР из коммуны Нидергёрсдорф в старую капеллу на территории клиники был передан церковный орга́н, созданный мастером XIX века Иоганном Фридрихом Терли (нем. Johann Friedrich Turley) и отреставрированный в 1971—1976 годы. Перед главным зданием появился фонтан. Цветы, кусты и скамейки дополнили общий вид входа в клинику. С 1986 года началась постепенная реконструкция зданий, была построена новая капелла. В историческом архиве клиники собраны документы и фотографии по хронологии.
Госпиталь королевы Елизаветы
• Попечение и лечение малышей (нем. Klein-Kinder-Kranken-Bewahr-Anstalt) (1843—1844)

• Детская больница Елизаветы (нем. Elisabeth-Kinder-Hospital) (1844—1910)

• Госпиталь королевы Елизаветы (нем. Königin-Elisabeth-Hospital) (1910—1980)

• Благотворительный фонд королевы Елизаветы (нем. Ev. Diakoniewerk Königin Elisabeth) (1980—1991).
Больница Херцберге
• Херцберге Лихтенберг (нем. Herzberge bei Lichtenberg) (1893—1925)

• Городская психиатрическая больница (нем. Städtische Heil- und Pflegeanstalt) (1925—1942)

• Городская больница Херцберге (нем. Städtisches Krankenhaus Herzberge) (1942—1971)

• Специализированная больница неврологии и психиатрии Берлин-Лихтенберг (нем. Fachkrankenhaus für Neurologie und Psychiatrie Berlin-Lichtenberg) (1971—1991).
В 1996—1998 годы в клинике на площади 25 900 м³ проводился капитальный ремонт общей стоимостью в 14,3 млн DM. Реконструкцию по плану архитектора Лутца Фрюхтенихта (нем. Lutz Früchtenicht) осуществляла фирма «Schimke — Kant & Partner Architekten & Ingenieure».

## Переустройство с 1992 года

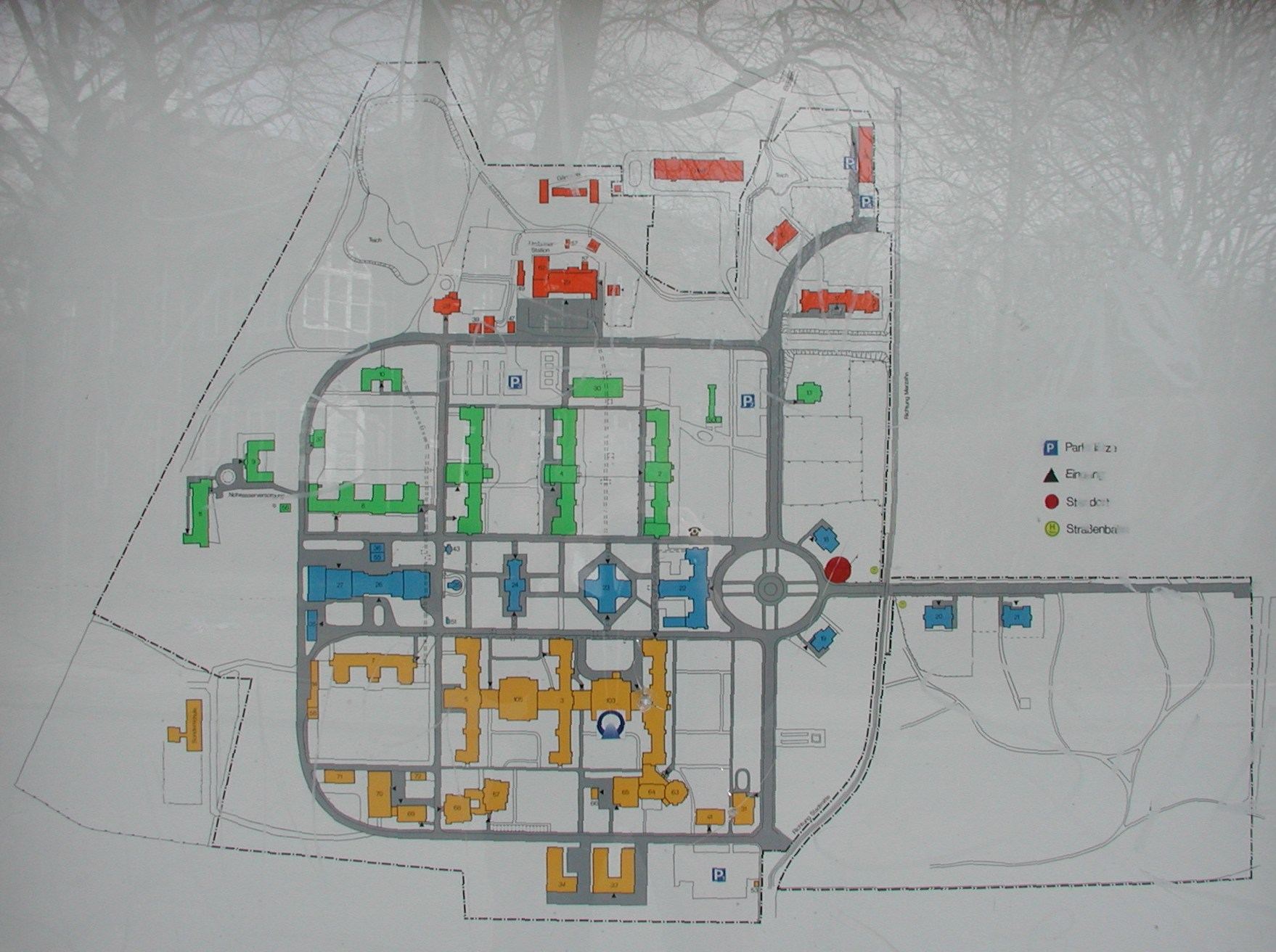
План расположения зданий клиники, 2008 год

После восстановления единства Германии ускорился процесс обновления больничных отделений, а с 2001 года их общей правовой формой управления стало объединённое некоммерческое «KEH GmbH». В спектр лечебных услуг современной клиники входят основные направления:
общая и сосудистая хирургия, гериатрия,
гастроэнтерология, нефрология и неврология и др. На плане обозначены здания разного функционального назначения: приёмная, пункт скорой помощи, амбулатория, диагностика, администрация и дирекция, профильные больничные корпуса (кардиология, терапия и т. д.). В области урологии и эпилепсии клиника является одним из ведущих медицинских центров всей Германии. Школа подготовки медсестёр предлагает 60 мест для квалифицированного обучения профессии. К настоящему времени в клинике накоплен более чем столетний опыт специализированного обучения медсестёр. Цели и конкретные способы профессиональной подготовки разрабатываются в согласовании с  «Христианским союзом  школ для медработников Берлина» (нем. Christlichen Schulverband für Gesundheitsberufe Berlin e.V.).
Больничная котельная, построенная в конце XIX века, после основательной реконструкции в начале XXI века, превращена в музей, начавший свою работу в день открытого памятника 2003 года (нем. Am Tag des offenen Denkmals 2003).
Технический раздел музея знакомит посетителей с транспортировкой угля для клиники и тремя поколениями паровых котлов, которые использовались для отопления больничных корпусов в течение столетней истории котельной. С 1986 года больница была подключена к системе центрального теплоснабжения. Последний резервный котёл работал до 1991 года. В музее есть также медицинский раздел и культурный центр с библиотекой, где устраиваются различные выставки.
После преобразований клиника неоднократно получала награды как энергосберегающая больница, которая оптимизирует потребление энергии и сокращает вредные выбросы в атмосферу. Этот опыт ставится в пример другим медицинским комплексам.
По актуальным данным, в больничном комплексе за год обслуживается 41 595 пациентов (амбулаторно 24 147, стационарно 17 248).
Для выздоравливающих клиника предоставляет разные возможности проведения досуга. В клинике есть кафетерий, библиотека, две капеллы, где проходят службы и орга́нные концерты. В бывшем клубе пациентов (нем. eh. Patientenclub) устроена «станция культуры» (нем. KulturStation), чтобы желающие могли стать зрителями, слушателями или участниками в разных художественных направлениях: музыка, живопись, театр и др..
В августе и сентябре 2013 года на территории больничного комплекса с успехом проходили необычные представления комедии Шекспира «Сон в летнюю ночь». Роли исполняли наряду с профессиональными актёрами и обитатели больницы. Режиссёр Юлиана Мейерхофф (англ. Juliane Meyerhoff) выбрала для спектакля пять различных мест действия — в парке вокруг больницы и внутри музея-котельной. К 400-летию после смерти Шекспира повторение этой постановки в июле и августе 2016 года на территории парка Херцберге вновь вызвало воодушевление и благодарный отклик зрителей.
Клиника регулярно публикует на официальном сайте отчёты о своей работе — ежеквартальные и по особым поводам, а также флаеры с краткой актуальной информацией
.

## Галерея

Строения, появившиеся на рубеже XIX и XX веков
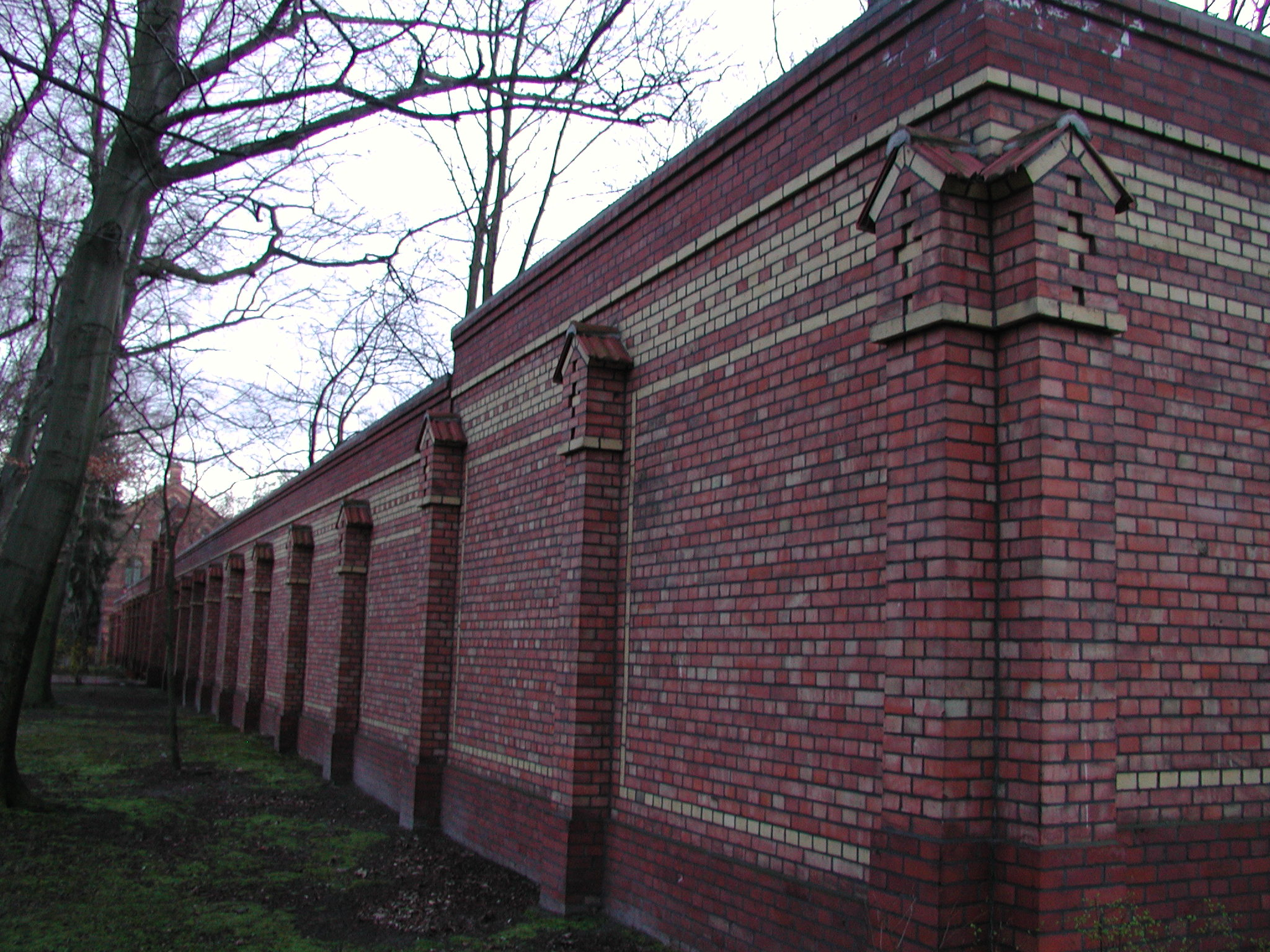
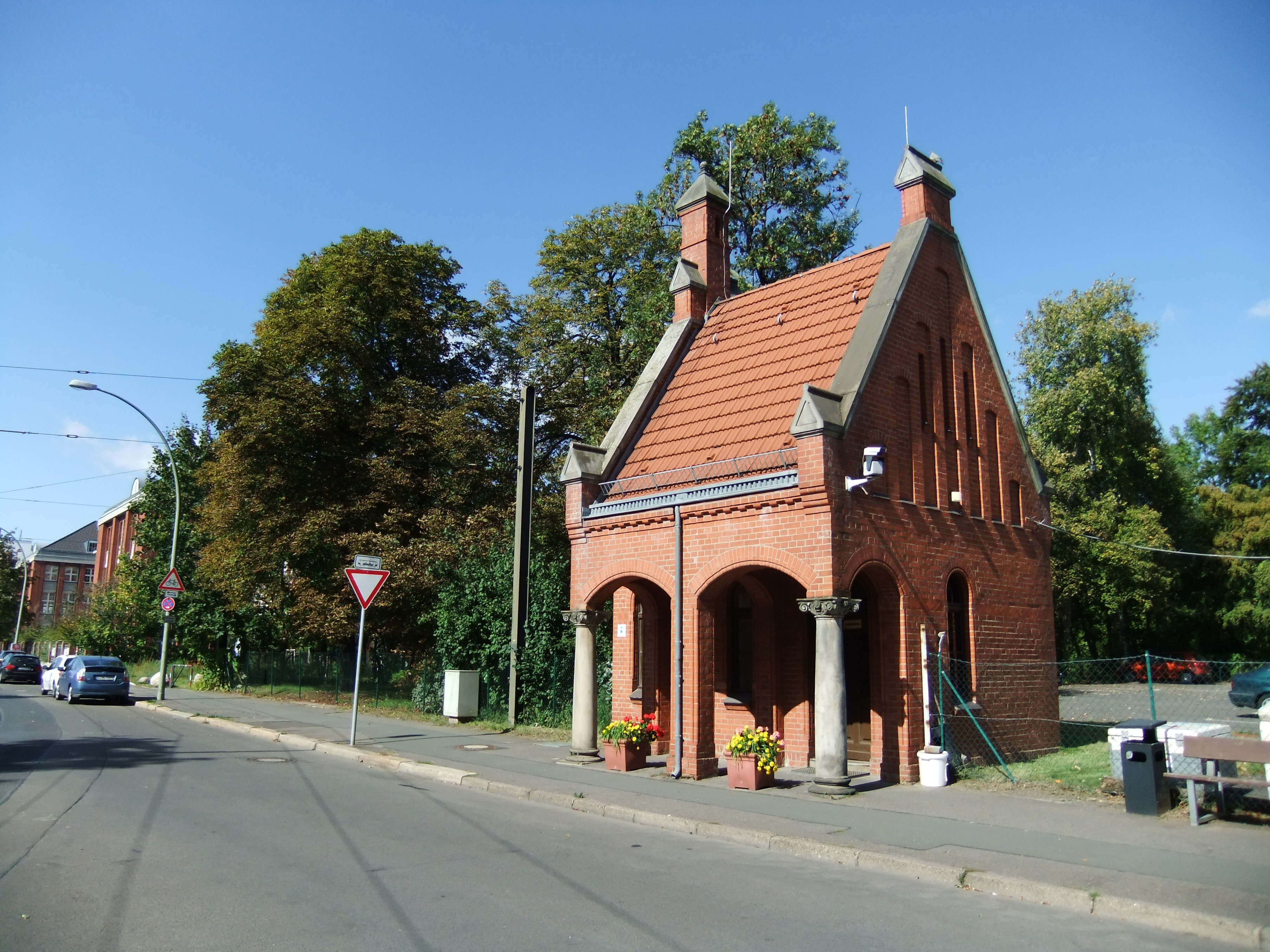

Разные функциональные здания
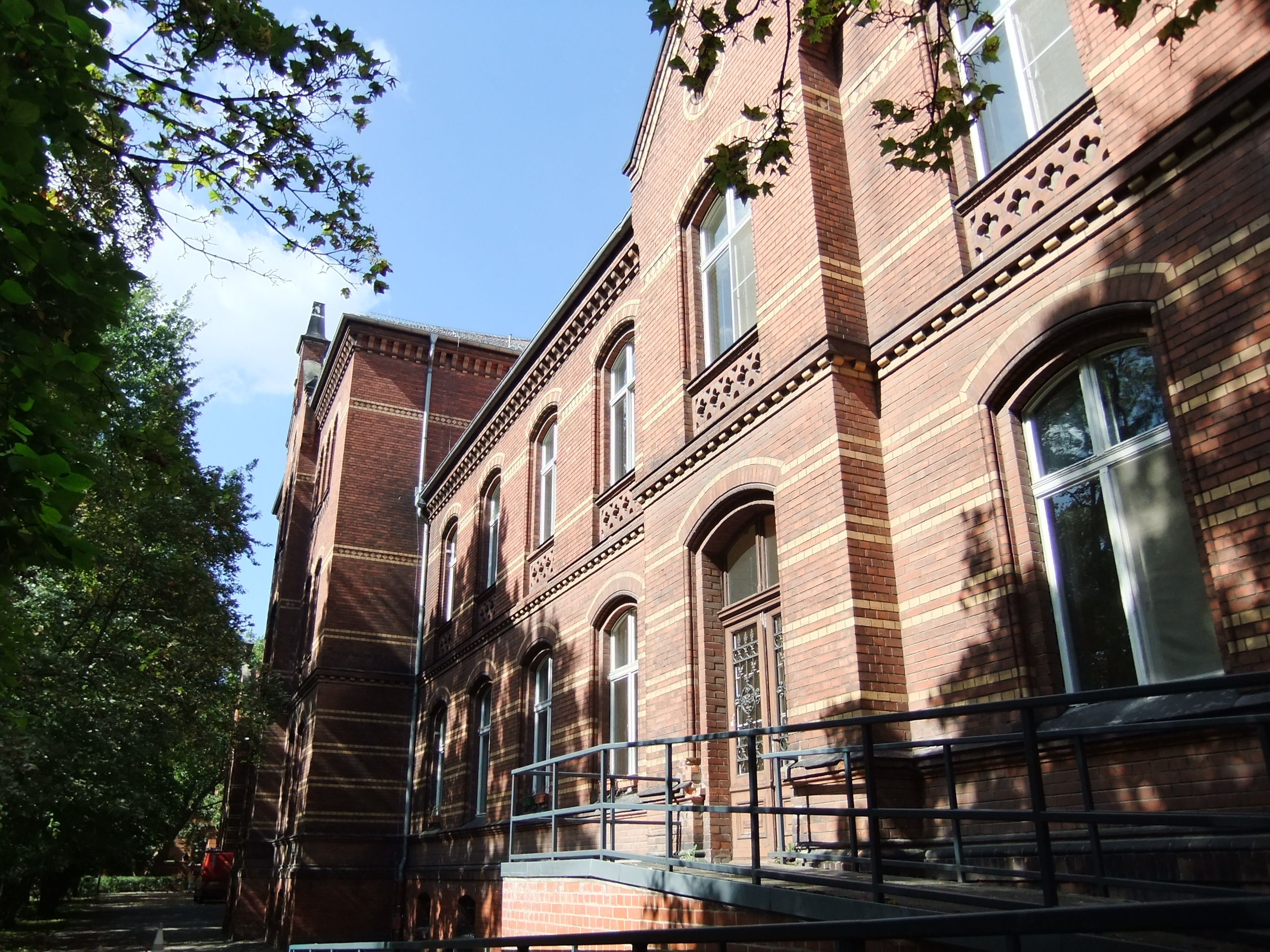
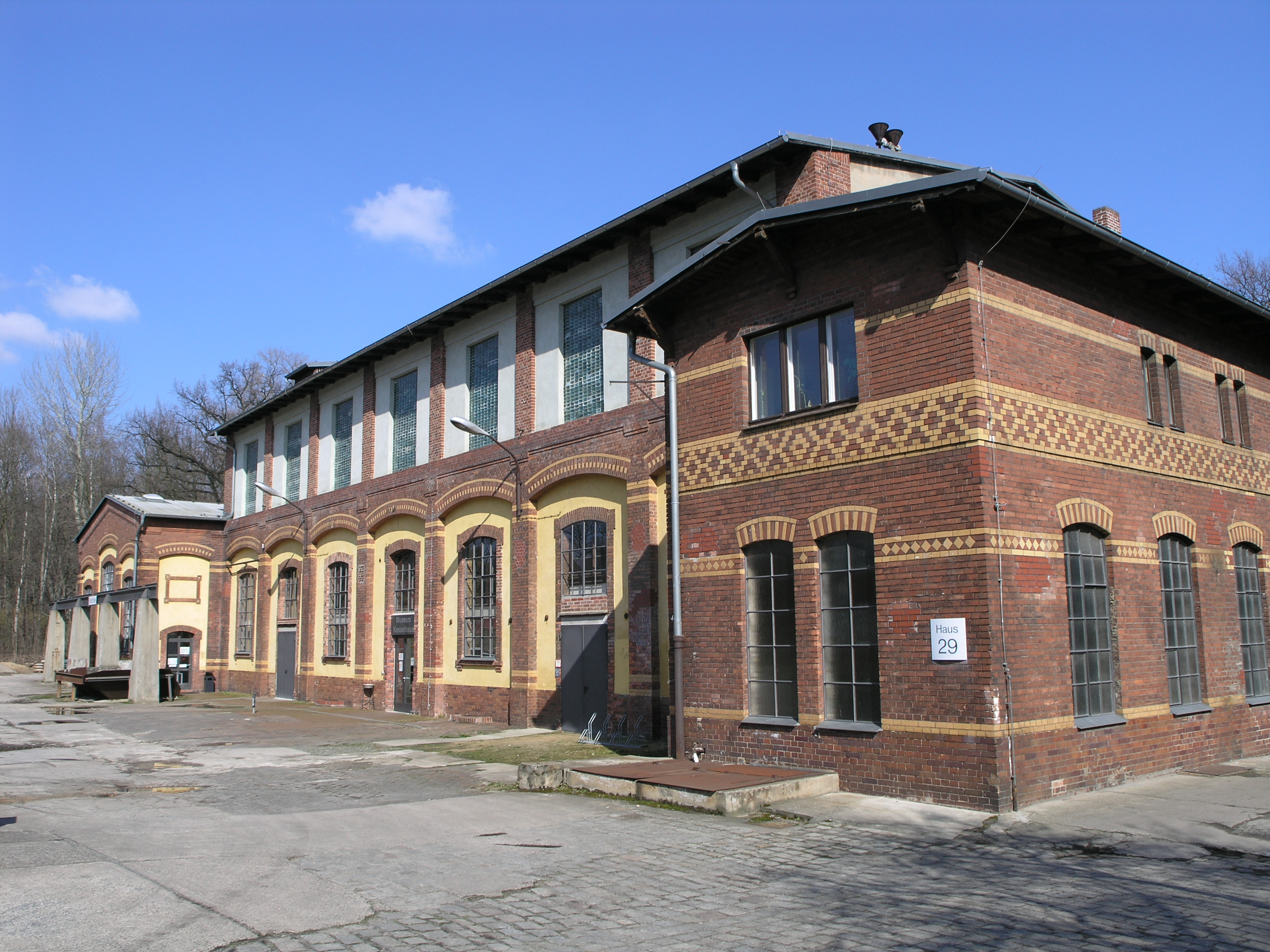

Произведения современных художников
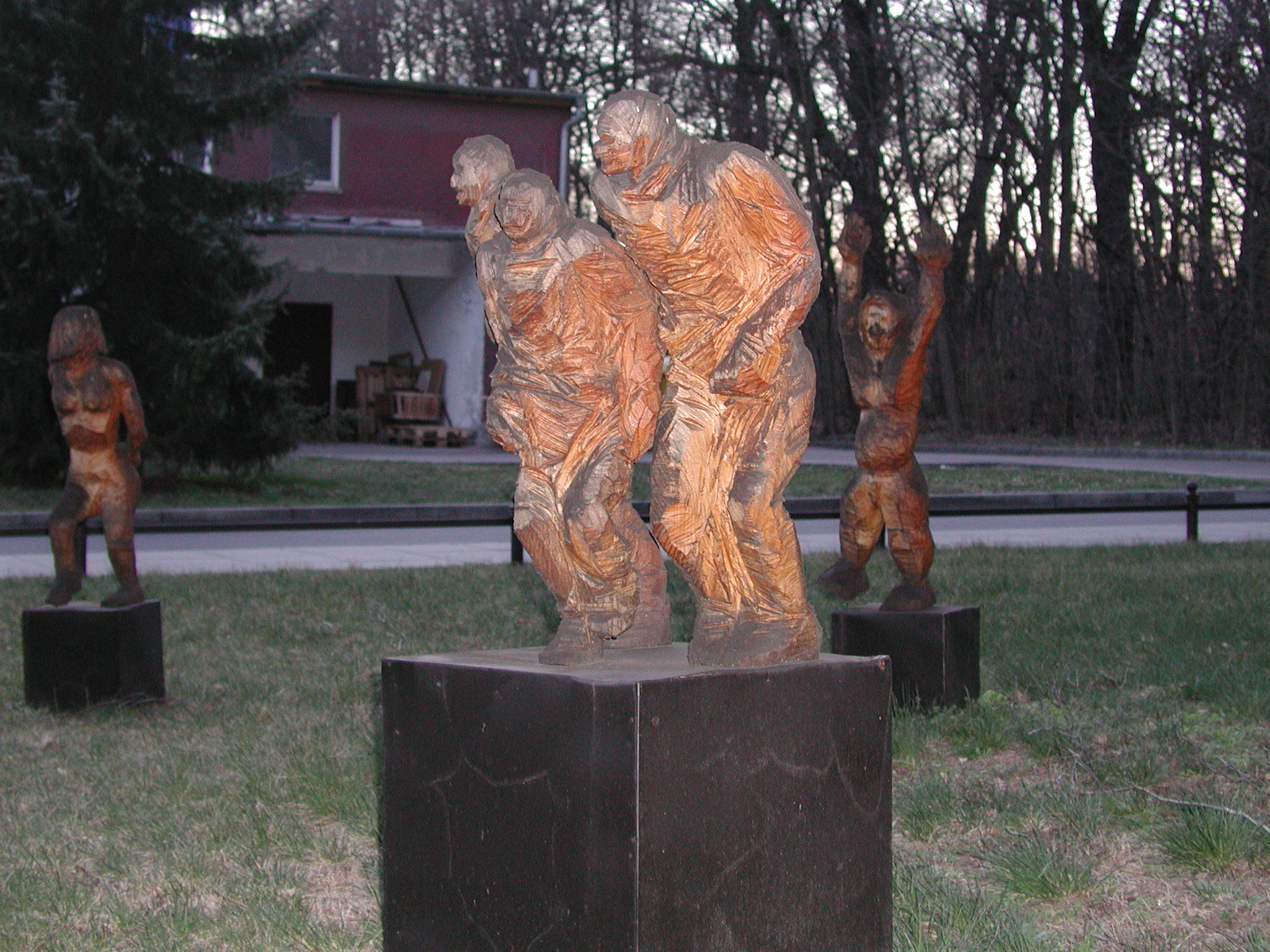
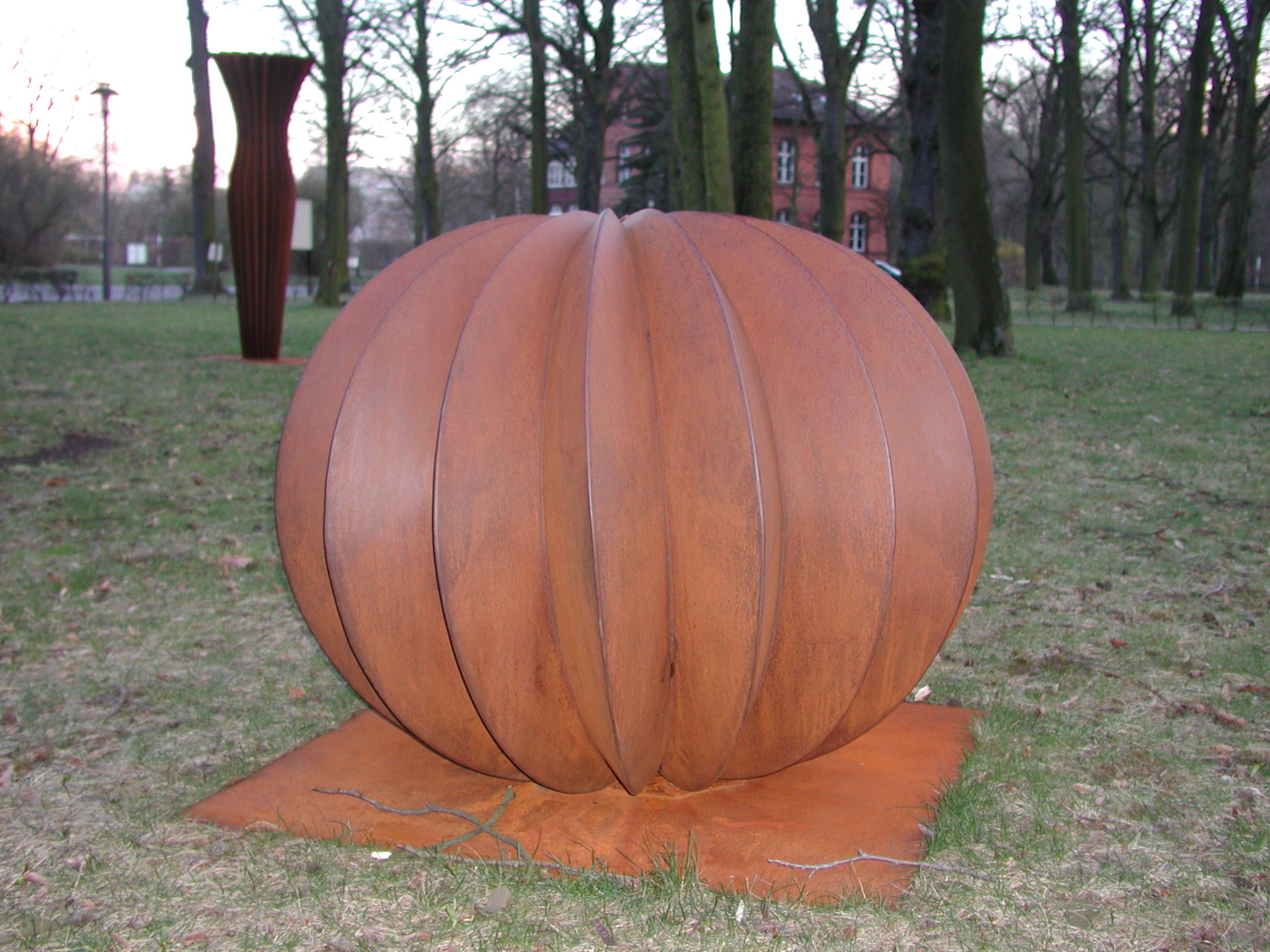

Фрагменты парка возле зданий клиники
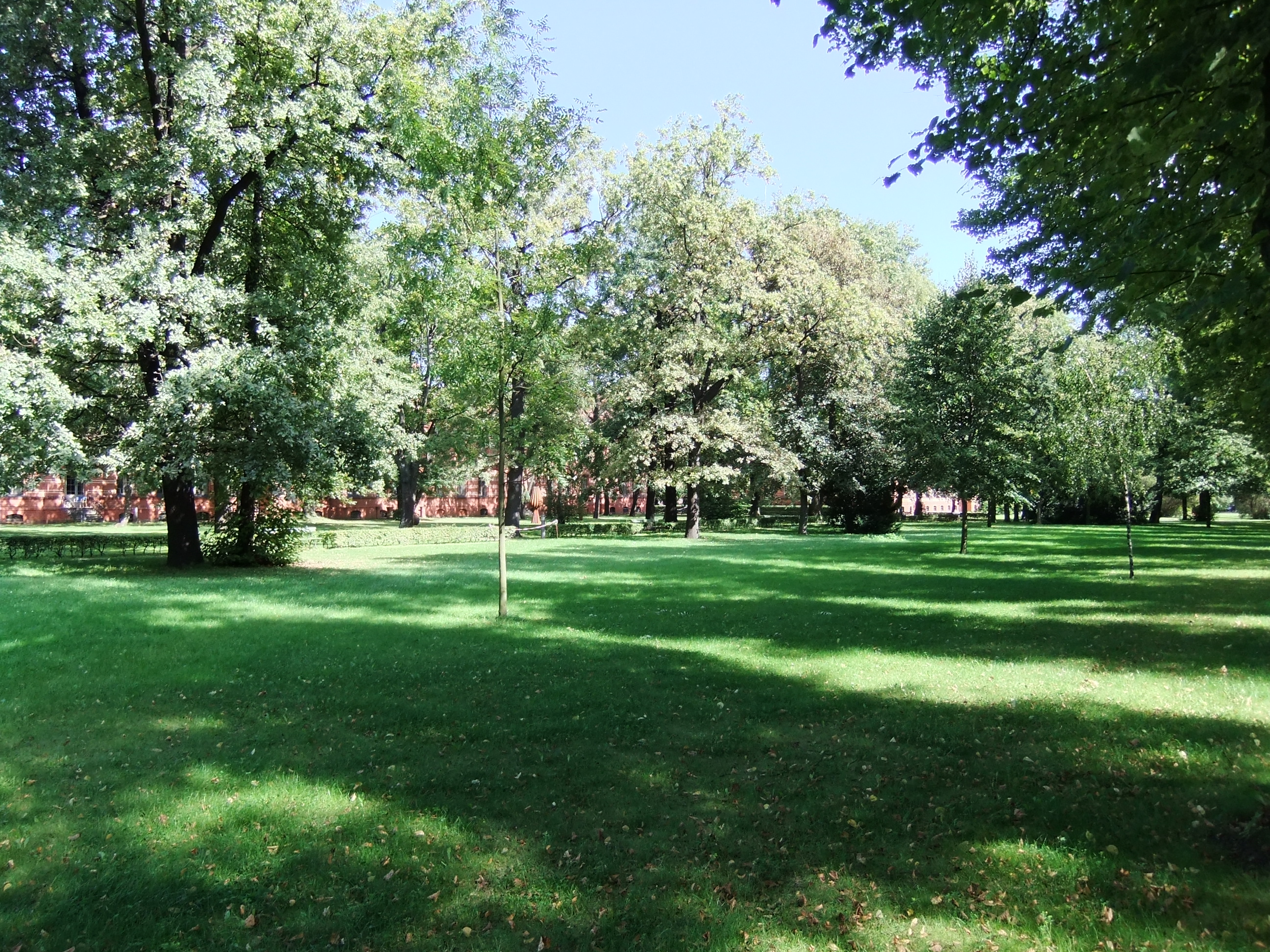
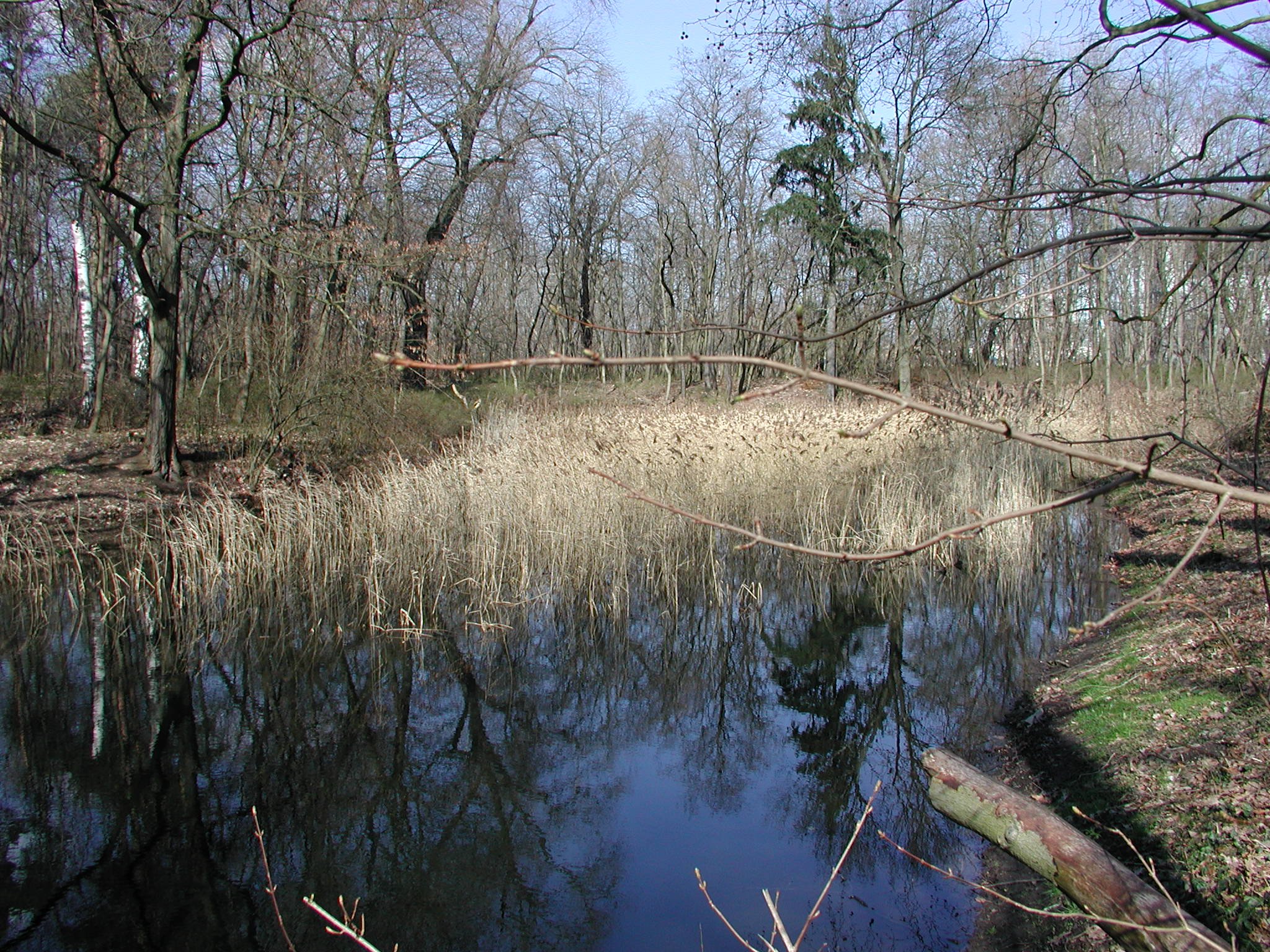

## Награда
27 августа 2021 года состоялось торжественное награждение клиники KEH за заслуги коллектива в области психиатрической помощи мигрантам Интеграционной премией Лихтенберга, которую в здании ратуши вручил бургомистр округа Михаэль Грунст (нем. Michael Grunst).